# Geert Bervoets
Geert Bervoets (ca. 1945) is een Belgisch advocaat en voormalig politicus voor de SP en diens opvolger sp.a.

## Levensloop
Bervoets is advocaat van beroep. Hij begon zijn politieke loopbaan in 1983 als OCMW-raadslid te Mechelen. Op 12 maart 1989 werd hij lid van de gemeenteraad en nog datzelfde jaar aangesteld als schepen van Onderwijs. Dit mandaat oefende hij uit tot hij in 1995 Jos Vanroy opvolgde als burgemeester. Zelf werd hij in deze hoedanigheid opgevolgd door Bart Somers in 2001. Bervoets zetelde tot 2014 in de gemeenteraad.
In oktober 2019 werd zijn buste (vervaardigd door Winke Besard) toegevoegd aan de kolomzaal van het Mechelse stadhuis. Een traditie die startte met Karel Dessain.